# Tettigometra atra
Tettigometra atra är en insektsart som beskrevs av Hagenbach 1825. Tettigometra atra ingår i släktet Tettigometra och familjen Tettigometridae. Inga underarter finns listade i Catalogue of Life.